# Полква
По́лква (укр. Полква) — река на Украине, правый приток Горыни. Протекает по территории Хмельницкого и Шепетовского районов Хмельницкой области.
Длина реки — 43 км, площадь водосборного бассейна — 553 км². Уклон реки — 1,9 м/км.
Берёт начало севернее посёлка городского типа Базалия. Протекает через сёла Малый Лазучин, Карабиевка, Котюржинцы, Михновка, посёлок городского типа Теофиполь, Коровье, Кривовилька, Новоставцы, Човгузов, Миклаши, Жемелинцы. Впадает в Горынь около посёлка городского типа Белогорье.
Основные притоки: Норка, Улияни, Семёновка (правые).